# Matteo II di Costantinopoli
Matteo II (in greco Ματθαῖος Β΄?; XVI secolo – 1603) è stato un arcivescovo ortodosso greco, patriarca ecumenico di Costantinopoli per tre volte: per 20 giorni nel febbraio 1596, dall'aprile 1598 al gennaio 1602 e per 17 giorni nel gennaio 1603.

## Biografia
Membro della comunità degli Arumeni, Matteo nacque nel villaggio Kleinovo (ora parte di Kalambaka) e divenne metropolita di Giannina. All'inizio del 1596 fu eletto Patriarca di Costantinopoli, ma l'elezione non fu riconosciuta perché al Santo Sinodo che lo aveva eletto non erano presenti tutti i membri; per questo, dopo venti giorni Matteo fu costretto a dimettersi scegliendo di trasferirsi sul Monte Athos. 
Nell'aprile del 1598 Matteo fu nuovamente eletto al soglio patriarcale. Durante questo secondo regno, Matteo trasferì la sede patriarcale dalla Chiesa di San Demetrio Xyloportas, utilizzata dal 1597, all'insignificante chiesa del monastero femminile di San Giorgio nel Fener, esistente ancora oggi con il nome di Cattedrale di San Giorgio. Il distretto di Fener divenne quindi il centro riconosciuto della vita cristiana greca in città. Matteo rimase sul trono fino al gennaio 1602, quando tornò nuovamente al Monte Athos. 
Salì al trono un'ultima volta nel gennaio 1603 e regnò per diciassette giorni o fino alla sua morte o, secondo altre fonti, fino a quando non si ritirò sul Monte Athos, dove morì nello stesso anno.

## Canonizzazioni
Matteo canonizzò la beata Filotea, martirizzata nel 1589 ad Atene. 